# УС-5
«УС-5» (ОКА-32) — двухместный планёр, сконструированный в 1936 году О. К. Антоновым.

## Описание
Отличия от планёра ПС-2 состоят только в кабине и наличия лобовой расчалки между подкосами, при этом безо всяких изменений остальные все остальные комплектующие летательного аппарата. Кабина планёра с двойным управлением смонтирована на ферме, имеющей некоторые отличия от таковой на планёрах ПС-2 и УС-4. Для того чтобы избежать чрезмерного увеличения размеров фермы, в этой модели заднее сиденье расположено ниже переднего.

## История
Давно назревшая идея создания двухместного планёра была поставлена в порядок дня Съездом стахановцев авиации Осоавиахима.

## Технические характеристики
- Длина, м: ?
- Относительное удлинение: 11,00
- Высота, м: ?
- Размах крыла, м: 13,70
- Площадь крыла, м{\displaystyle ^{2}}: 17,05
- Удельная нагрузка, кг/м{\displaystyle ^{2}}: ?
- Профиль крыла: ?
- Масса, кг: 120 (пустого), 264 (полётная)
- Максимальное аэродинамическое качество: 14,00
- Скорость снижения, м/сек: 1,05
- Скорость посадочная, км/час: 50
- Скорость максимально допустимая, км/час: 72
- Скорость крейсерская, км/час: 60-65
- Экипаж, чел: 2